# Святец
Святец (на украински: Святець) е село в западна Украйна, част от Теофиполски район на Хмелницка област. Населението му е около 2 100 души (2018).
Разположено е на 288 метра надморска височина в Подолските възвишения, на 60 километра североизточно от Тернопил и на 70 километра северозападно от Хмелницки. Селището е известно от 1420 година, а към 1897 година има 2865 жители, 97% от които православни.

## Известни личности
Родени в Святец
- Дмитрий Мануилски (1883-1959), политик